# Babice (Łódź)
Babice (pronunciación en polaco: /baˈbit͡sɛ/) es un pueblo ubicado en el distrito administrativo de Gmina Lutomiersk, dentro del distrito de Pabianice, Voivodato de Łódź, en Polonia central. Se encuentra aproximadamente a 4 kilómetros al noreste de Lutomiersk, a 16 kilómetros al noroeste de Pabianice, y a 16 kilómetros al oeste de la capital regional Łódź.